# Fuchsia (system operacyjny)
Fuchsia – oparty na możliwościach (Capability-based) system operacyjny rozwijany przez Google. Po raz pierwszy stał się znany publiczności, gdy projekt pojawił się na GitHubie w sierpniu 2016 r. bez oficjalnego ogłoszenia.  W przeciwieństwie do wcześniejszych systemów operacyjnych opracowanych przez Google, takich jak Chrome OS i Android, opartych na jądrze Linux, Fuchsia jest oparta na nowym mikrojądrze o nazwie „Zircon”.
Projekt na GitHubie sugeruje, że Fuchsia może działać na wielu platformach, od systemów wbudowanych do smartfonów, tabletów i pecetów. W maju 2017 roku Fuchsia została zaktualizowana o interfejs użytkownika wraz z deweloperem piszącym, że projekt nie był „wysypiskiem martwych rzeczy”, co skłoniło media do spekulacji na temat zamiarów Google'a z systemem operacyjnym, w tym możliwości zamiany Androida na Fuchsię.

## Historia
W sierpniu 2016, media ogłosiły tajemnicze repozytorium opublikowane na GitHubie, które ujawniło, że Google rozwija nowy system operacyjny o nazwie „Fuchsia”. Podczas gdy nie było oficjalnego ogłoszenia, kontrola kodu zasugerowała jego zdolność do uruchamiania na uniwersalnych urządzeniach, w tym „systemów infotainment dla samochodów, urządzeń wbudowanych, takich jak sygnalizacja świetlna i zegarki cyfrowe, aż do smartfonów, tabletów i komputerów”. Kod różni się od Androida i Chrome OS, ponieważ jest oparty na jądrze „Zircon” (dawniej „Magenta”), zamiast jądra Linux.
W maju 2017, Ars Technica napisał o nowym interfejsie użytkownika Fuchsia, uaktualnieniu interfejsu wiersza poleceń podczas pierwszego ujawnienia w sierpniu, wraz z deweloperem piszącym o tym, że Fuchsia „nie jest zabawką, nie jest to 20% projektu, ani to nie jest wysypisko martwej rzeczy, na którym już nam nie zależy”. Wiele mediów napisało o pozornie bliskich powiązaniach projektu z Androidem, z pewnymi spekulacjami, że Fuchsia może być próbą „ponownego wykonania” lub zastąpienia Androida w taki sposób, który rozwiązuje występujące problemy na tej platformie.
W listopadzie 2017, dodano wstępne wsparcie dla języka programowania Swift.
W styczniu 2018, Google opublikował przewodnik dotyczący uruchamiania Fuchsia na Pixelbook'ach. Ars Technica zrobił to z powodzeniem.
W październiku 2018, poinformowano, że niedawno ogłoszony Google Home Hub może być znanym urządzeniem testowym Fuchsia OS o nazwie kodowej „Astro”.
W styczniu 2019, „urządzenie” Fuchsia zostało dodano do kodu Androida.
W maju 2019, Google wspomniał o Fuchsi na IO 2019, o tym że Fuchsia jest inwestycją mającą na celu modernizację i próbowanie nowych konceptów dla systemów operacyjnych.

## Funkcje
Interfejs użytkownika i aplikacje Fuchsia są napisane z pomocą Flutter, frameworku, pozwalającego na międzyplatformowe możliwości deweloperskie dla systemów Fuchsia, Android i iOS. Flutter tworzy aplikacje oparte na Dart, oferując aplikacje o wysokiej wydajności, które działają z szybkością 120 klatek na sekundę, oferuje również silnik renderowania grafiki oparty na Vulkan, o nazwie „Escher”, ze specyficznym wsparciem dla „Wolumetrycznych miękkich cieni”, elementem, o którym Ars Technica napisało: „Wydaje się, że został stworzony specjalnie, aby uruchamiać Google'owe ciężko-cieniowe wytyczne interfejsu Material Design”. Dzięki zestawowi do tworzenia oprogramowania Flutter, które oferują możliwości wieloplatformowe, użytkownicy mogą instalować części Fuchsia na urządzeniach z Androidem. 
Podczas drugiego przeglądu, Ars Technica był pod wrażeniem postępu w rozwoju, zauważając, że teraz wszystko działa, a szczególnie był zadowolony ze wsparcia sprzętu. Jedną z pozytywnych niespodzianek była obsługa wielu wskaźników myszy.

### Zircon
Fuchsia bazuje na nowym mikrojądrze „Zircon”. Zircon pochodzi od „Little Kernel”, małego systemu operacyjnego przeznaczonego dla systemów wbudowanych. „Little Kernel”, który został stworzony przez Travisa Geiselbrechta, twórcę kernela NewOS, używanego przez system operacyjny Haiku.